# Associazione Calcio Ravenna 1943-1944
Questa pagina raccoglie le informazioni riguardanti l'Associazione Calcio Ravenna nelle competizioni della stagione 1943-1944.

## Stagione
Nella stagione di guerra 1943-44 il Ravenna avrebbe dovuto partecipare al campionato di Serie C ma stante la situazione di guerra si è trovato incluso nel girone B Emilia Romagna del campionato "Alta Italia", nel torneo a cinque squadre il Ravenna ha ottenuto il terzo posto con 9 punti in classifica, hanno ottenuto il passaggio alla seconda fase con 11 punti il Faenza ed il Forlimpopoli, quarta l'Imolese con 8 punti, quinto il Forlì con un punto.

## Rosa
| N. |                   | Ruolo | Calciatore           |
| -- | ----------------- | ----- | -------------------- |
|    | Italia (bandiera) | D     | Giorgio Ballerini    |
|    | Italia (bandiera) | D     | Pietro Bilotti       |
|    | Italia (bandiera) | C     | Gino Bracci          |
|    | Italia (bandiera) | D     | Alfredo Calderoni    |
|    | Italia (bandiera) | P     | Lino Casavecchia     |
|    | Italia (bandiera) | A     | Silvano Dalle Vacche |
|    | Italia (bandiera) | D     | Mario Gagni          |
|    | Italia (bandiera) | A     | Giorgio Giorgioni    |

| N. |                   | Ruolo | Calciatore        |
| -- | ----------------- | ----- | ----------------- |
|    | Italia (bandiera) | D     | Giuseppe Minguzzi |
|    | Italia (bandiera) | A     | Ariano Monti      |
|    | Italia (bandiera) | D     | Alberto Rubboli   |
|    | Italia (bandiera) | C     | Alessandro Sassi  |
|    | Italia (bandiera) | C     | Domenico Spadoni  |
|    | Italia (bandiera) | C     | Gino Strocchi     |
|    | Italia (bandiera) | P     | Bruno Tussani     |
|    | Italia (bandiera) | A     | Paolo Zampighi    |